# Jazente
Jazente é uma povoação portuguesa sede da Freguesia de Jazente do Município de Amarante, freguesia com 3,35 km² de área e 517 habitantes (censo de 2021), tendo, por isso, uma densidade populacional de 154,3 hab./km².

## Demografia
A população registada nos censos foi:
| Distribuição da População por Grupos Etários | Distribuição da População por Grupos Etários | Distribuição da População por Grupos Etários | Distribuição da População por Grupos Etários | Distribuição da População por Grupos Etários |
| -------------------------------------------- | -------------------------------------------- | -------------------------------------------- | -------------------------------------------- | -------------------------------------------- |
| Ano                                          | 0-14 Anos                                    | 15-24 Anos                                   | 25-64 Anos                                   | > 65 Anos                                    |
| 2001                                         | 113                                          | 97                                           | 342                                          | 108                                          |
| 2011                                         | 57                                           | 61                                           | 303                                          | 121                                          |
| 2021                                         | 38                                           | 47                                           | 261                                          | 171                                          |

## Património

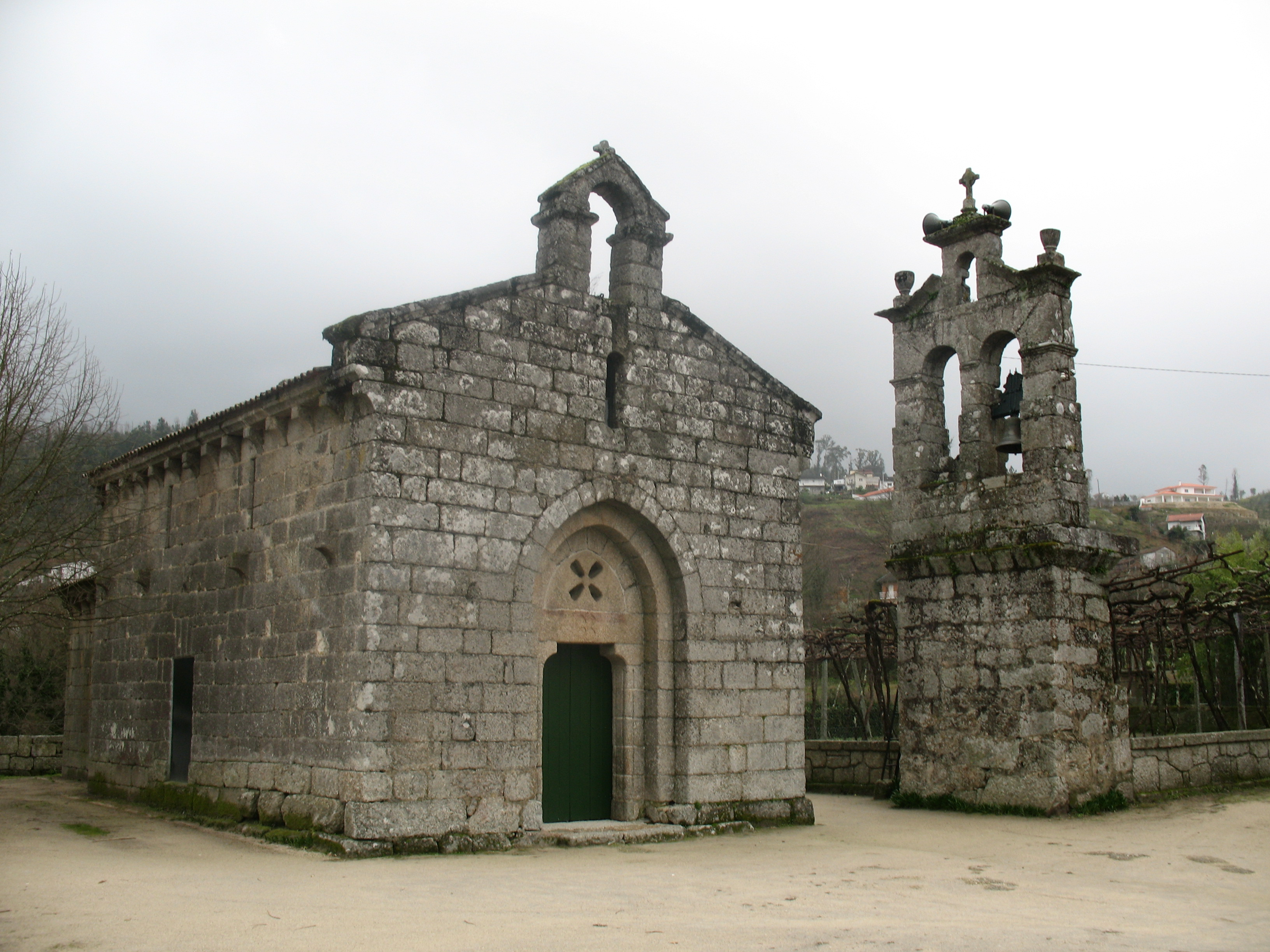
Igreja Românica de Jazente

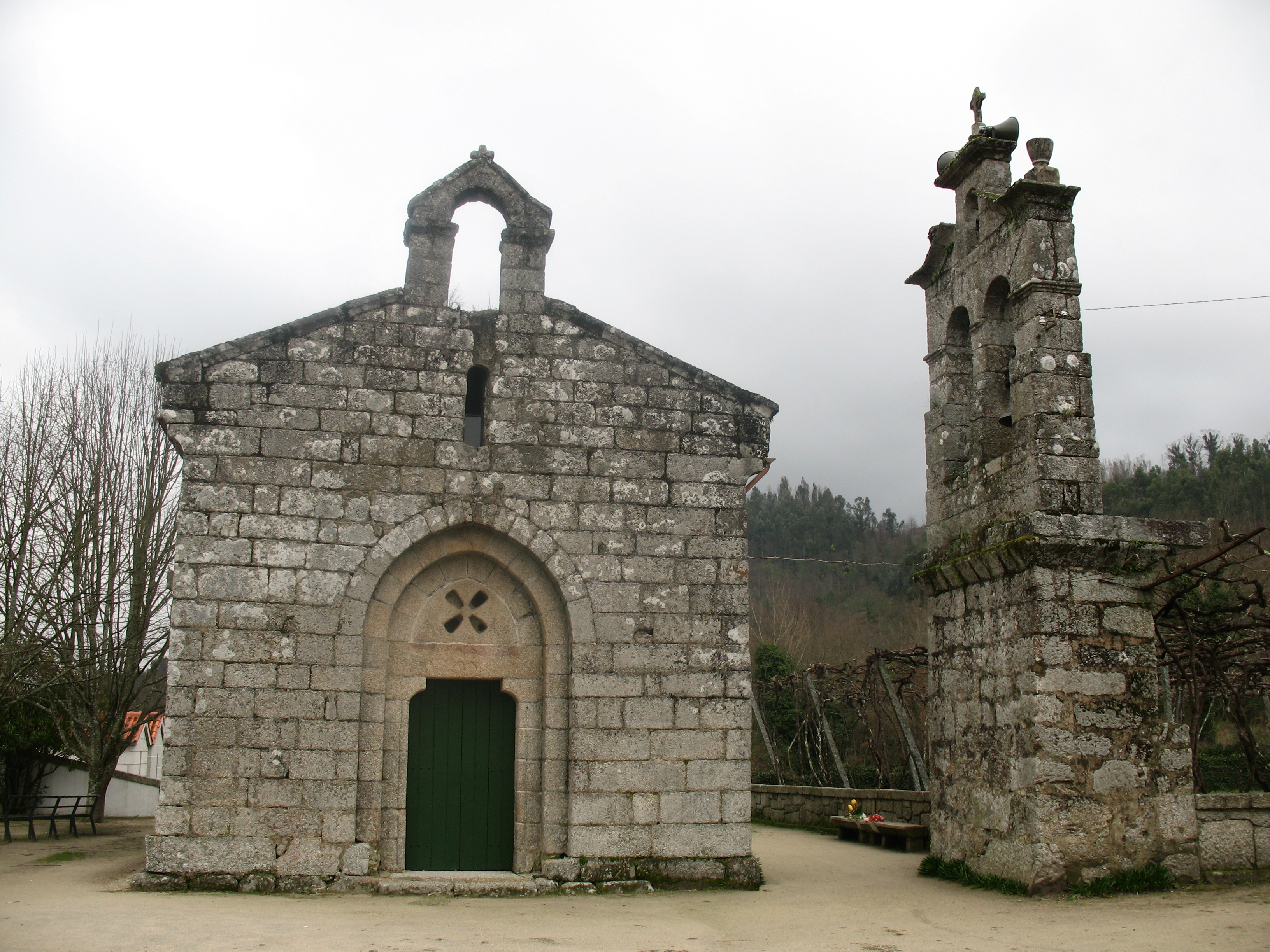
Igreja Românica de Jazente

- Igreja de Santa Maria de Jazente